# Obserwowana wielkość gwiazdowa
Obserwowana wielkość gwiazdowa (także widzialna, pozorna lub widoma, oznaczana literą {\displaystyle m}) – wielkość gwiazdowa obiektu widzianego z Ziemi (przy założeniu braku atmosfery). Zależy od mocy promieniowania (jasności) gwiazdy i jej odległości od Ziemi.

## Definicja
Obserwowaną wielkość gwiazdową określa wzór:
{\displaystyle m=-2{,}5\log _{10}E+C,}
gdzie:
- {\displaystyle E} – natężenie oświetlenia powierzchni znajdującej się na Ziemi, prostopadłej do padającego promieniowania, pochodzącego z rozpatrywanego obiektu wyrażone w luksach (mierzone bolometrycznie, fotometrycznie lub oceniane wizualnie),
- {\displaystyle C} – stała zależna od rodzaju wielkości obserwowanej.

Wzrost o 1 w skali magnitudo oznacza spadek jasności obiektu około 2,512 raza, vice versa dla obiektów o blasku na minusie. Na podstawie własności logarytmów, wzór na różnicę jasności {\displaystyle m_{1}-m_{2}=\Delta m} można przekształcić na wzór do obliczania stosunku jasności:
{\displaystyle E_{2}/E_{1}\approx 2{,}512^{\Delta m}.}
Dla wielkości wizualnej, stałą {\displaystyle C} dobiera się tak, by najsłabsze gwiazdy widoczne gołym okiem miały jasność równą 6 magnitudo. Standardowo dla wielkości wizualnej: {\displaystyle C=-14{,}05}.

### Przykładowe obliczenia – Słońce i Księżyc
Jaki jest stosunek jasności Słońca do jasności Księżyca w pełni?
Obserwowana jasność Słońca wynosi −26,74, a średnia jasność Księżyca w pełni wynosi −12,74.
Różnica jasności:
{\displaystyle \Delta m=m_{1}-m_{2}=(-12{,}74)-(-26{,}74)=14{,}00}
Stosunek jasności:
{\displaystyle v_{b}=2{,}512^{\Delta m}=2{,}512^{14}\approx 398\,400}
Słońce jest ok. 400 000 razy jaśniejsze od Księżyca w pełni.

## Zakres fal
Wielkość obserwowana zależy także od długości fali, na jaką czuły jest odbiornik, dlatego zazwyczaj podaje się, w jakim zakresie prowadzono obserwacje:
- {\displaystyle m_{V}} – wielkość wizualna – natężenie w zakresie widmowym odpowiadającym maksimum czułości ludzkiego oka;
- {\displaystyle m_{bol}} – wielkość bolometryczna – określa natężenie światła wysyłanego przez obiekt we wszystkich długościach fali, pomijając pochłanianie przez atmosferę ziemską; {\displaystyle m_{bol}=m_{wiz}+BC,} gdzie {\displaystyle BC} to tak zwana poprawka bolometryczna;
- {\displaystyle m_{ph}} – wielkość fotograficzna – odbiornikiem jest ortochromatyczna klisza fotograficzna (obecnie nieużywana);
- {\displaystyle m_{pv}} – wielkość fotowizualna – odbiornikiem jest panchromatyczna klisza fotograficzna naświetlona przez odpowiednio dobrany filtr (umożliwia to uzyskanie charakterystyki czułości zbliżonej do ludzkiego oka).

Gołym okiem można w dobrych warunkach dostrzec maksymalnie gwiazdy do ok. 8m gwiazdowej wielkości wizualnej. Jednak, w wyniku powszechnego zanieczyszczenia światłem w większości miejsc próg dostrzegalności jest obniżony – na niebie miejskim wynosi ok. 4m. W dobrych warunkach przez lornetkę można dostrzec obiekty do ok. 10m. Najsłabiej świecące obiekty obecnie obserwowane (przez Kosmiczny Teleskop Hubble’a) mają jasność ok. 28m.

## Wartości wielkości widzialnych

### Maksymalne wielkości widzialne Słońca, Księżyca i planet
- Słońce: –26,74m
- Księżyc w pełni: –12,71m
- Wenus (w pobliżu maksymalnej elongacji): –4,7m
- Mars (podczas wielkiej opozycji): –2,7m
- Jowisz: –2,5m
- Merkury (w pobliżu maksymalnej elongacji): –1,8m
- Saturn: ok. –0,2m
- Uran: ok. 5,5m
- Neptun: ok. 7,5m

### Najjaśniejsze gwiazdyi ich wielkości widzialne
- α CMa (Syriusz): –1,46m
- α Car (Kanopus): –0,74m
- α Cen (Alfa Centauri): –0,27m (układ podwójny jasnych gwiazd)
- α Boo (Arktur): –0,05m
- α Lyr (Wega): 0,03m (zmienna)
- α Aur (Kapella): 0,08m (zmienna)
- β Ori (Rigel): 0,13m (zmienna)
- α CMi (Procjon): 0,37m
- α Ori (Betelgeza): 0,42m (zmienna)
- α Eri (Achernar): 0,46m (zmienna)
- β Cen (Hadar): 0,58m
- α Cru (Acrux): 0,67m (układ podwójny jasnych gwiazd)
- α Aql (Altair): 0,76m
- α Tau (Aldebaran): 0,86m (zmienna)
- α Sco (Antares): 0,91m (zmienna)
- α Vir (Spica): 0,97m (zmienna)

## Znane obiekty na niebie
Większość wyników została obliczona na bazie wzorów, które opisano w artykule absolutna wielkość gwiazdowa. Do obliczeń przeważnie używana była jasność absolutna gwiazdy. Niektóre wyniki zostały zaokrąglone do 0,1 mag.
| Wid. wielkość (V) | Obiekt |
| ----------------- | --- |
| -67.57            | rozbłysk gamma GRB 080319B widziany z odległości 1 AU. Byłby on ponad 2×10^16 (21,51 biliarda) razy jaśniejszy od Słońca widzianego z Ziemi. |
| −41,49            | Cygnus OB2-12 widziana z odległości 1 jednostki astronomicznej (au) |
| −41,05            | Ro Cassiopeiae widziana z odległości 1 jednostki astronomicznej (au) |
| −39,66            | R136a1 widziana z odległości 1 jednostki astronomicznej (au) |
| −39,40            | Rigel widziany z odległości 1 au; wyglądałby jak ogromna, jasna, niebieska kula o średnicy 35° |
| −39,10            | minimalna jasność Betelgezy widzianej z odległości 1 au |
| −36,83            | Antares widziany z odległości 1 au. |
| −35,15            | Gwiazda Polarna widziana z odległości 1 au |
| −32,25            | Aldebaran widziany z odległości 1 au |
| −31,85            | Arktur widziany z odległości 1 au |
| −30,95            | Wega widziana z odległości 1 au |
| −30,10            | Syriusz widziany z odległości 1 au |
| −29,30            | Słońce widziane z Merkurego w peryhelium |
| −27,40            | Słońce widziane z Wenus w peryhelium |
| −27,23            | Alfa Centauri A widziana z odległości 1 au |
| −26,74            | Słońce widziane z Ziemi (ok. 400 000 razy jaśniejsze niż Księżyc w pełni) |
| −25,60            | Słońce widziane z Marsa w aphelium |
| −23,00            | Słońce widziane z Jowisza w aphelium |
| −22,45            | Proxima Centauri widziana z powierzchni planety Proximy b |
| −21,7             | Słońce widziane z Saturna w aphelium |
| −20,2             | Słońce widziane z Urana w aphelium |
| −19,3             | Słońce widziane z Neptuna |
| −18,8             | Słońce widziane z pokładu sondy New Horizons (w dniu 1 czerwca 2017 roku, odległość 38,57 au) |
| −18,2             | Słońce widziane z Plutona w aphelium |
| −16,7             | Słońce widziane z Eris w aphelium |
| −16,3             | Słońce widziane z pokładu sondy Pioneer 10, z odległości 118,59 au (w dniu 1 czerwca 2017 roku) |
| −16,0             | Słońce widziane z pokładu sondy Voyager 1, z odległości 138,69 au (w dniu 1 czerwca 2017 roku) |
| −16,0             | Proxima Centauri widziana z odległości 1 au |
| −14,20            | stopień jasności jednego Luksa |
| −13,38            | jasność Deneba widzianego z odległości 1 parseka (odległość o ok. 1 rok świetlny mniejsza niż odległość od Słońca do gwiazdy Proxima Centauri) |
| −12,90            | maksymalna teoretyczna jasność Księżyca w pełni, będącego w perygeum i peryhelium jednocześnie (jasność Księżyca, będącego w średniej odległości 384 000 km od Ziemi, wynosi −12,74 mag, jednak w obu przypadkach Księżyc jest w rzeczywistości jaśniejszy o ok. 0,18 mag – przy uwzględnieniu efektu Opozycji) |
| −11,20            | Słońce widziane z Sedny w aphelium |
| −10,00            | Kometa Ikeya-Seki (1965), będąca najjaśniejszą kometą z Grupy Kreutza z czasów współczesnych |
| −7,50             | supernowa SN 1006 z roku 1006 w czasie największej jasności (odległa o 7200 lat świetlnych) |
| −6,50             | całkowita, zintegrowana jasność nocnego nieba widzianego z Ziemi |
| −6,27             | Alfa Centauri A widziana z powierzchni planety Proximy b |
| −6,00             | supernowa (SN 1054), widziana w roku 1054 (odległa o 6500 lat świetlnych) |
| −5,90             | Międzynarodowa Stacja Kosmiczna (gdy znajduje się najbliżej Ziemi i jest w pełni oświetlona przez Słońce) |
| - 5,50            | maksymalna jasność komety C/2006 P1 (McNaught) w dniach 13 i 14 stycznia 2007 roku |
| −4,89             | maksymalna jasność Wenus, gdy jest oświetlony jej sierp (nastąpiło to np. 18 grudnia 2013) |
| −4,00             | najsłabsze obiekty widziane gołym okiem w ciągu dnia, gdy Słońce jest wysoko nad horyzontem |
| −3,99             | maksymalna jasność Epsilon Canis Majoris 4,7 miliona lat temu, najjaśniejszej gwiazda w ciągu ostatnich oraz następnych 5 milionów lat |
| −3,82             | minimalna jasność Wenus, gdy znajduje się po drugiej stronie Słońca |
| −2,94             | maksymalna jasność Jowisza |
| −2,91             | maksymalna jasność Marsa |
| −2,50             | najsłabsze obiekty widzialne gołym okiem w ciągu dnia, gdy Słońce jest poniżej 10° nad horyzontem |
| −2,50             | minimalna jasność Księżyca w nowiu |
| −2,45             | maksymalna jasność Merkurego w koniunkcji (w przeciwieństwie do Wenus, Merkury jest najjaśniejszy, gdy znajduje się po drugiej stronie Słońca) |
| −1,61             | minimalna jasność Jowisza |
| −1,47             | Syriusz, obecnie najjaśniejsza gwiazda (poza Słońcem) obserwowana w świetle widzialnym |
| −0,83             | Eta Carinae – obserwowalna jasność jako Fałszywej supernowej w kwietniu 1843 |
| −0,72             | Kanopus, druga pod względem jasności gwiazda na niebie |
| −0,49             | maksymalna jasność Saturna będącego w opozycji (2003, 2018) |
| -0,3              | szacunkowa jasność Komety Halleya widzianej z Ziemi podczas jej przelotu w 2061 roku. |
| −0,27             | całkowita jasność układu Alfa Centauri; trzecia pod względem jasności gwiazda, obserwowalna gołym okiem |
| −0,04             | Arktur, czwarta pod względem jasności gwiazda obserwowalna gołym okiem |
| −0,01             | czwarta pod względem jasności „pojedyncza” gwiazda widoczna za pomocą teleskopu – Alfa Centauri A |
| +0,03             | Wega, której jasność była pierwotnie uznana za „punkt zero” skali wielkości gwiazdowych |
| +0,50             | Słońce widziane z układu Alfa Centauri |
| 1,47              | minimalna jasność Saturna |
| 1,84              | minimalna jasność Marsa |
| 3,03              | supernowa SN 1987A w Wielkim Obłoku Magellana w odległości 160 000 lat świetlnych |
| od 3 do 4         | najsłabsze gwiazdy widzialne gołym okiem w środowisku miejskim |
| 3,44              | Galaktyka Andromedy (M31) |
| 4,50              | Messier 41, gromada otwarta, którą prawdopodobnie znał Arystoteles |
| 4,61              | maksymalna jasność Ganimedesa (księżyc Jowisza, największy z księżyców w Układzie Słonecznym) |
| 4,83              | absolutna wielkość gwiazdowa Słońca |
| 5,20              | maksymalna jasność asteroidy Westa |
| 5,32              | maksymalna jasność Urana |
| od 5,6 do 6       | najsłabsze obiekty widzialne gołym okiem na niebie podmiejskim |
| 5,72              | galaktyka spiralna M33, używana jako obiekt do testowania tzw. gołego oka, widziana na ciemnym niebie |
| 5,73              | minimalna jasność Merkurego |
| 5,80              | szacunkowa szczytowa widoczna jasność rozbłysku gamma GRB 080319B widzianego na Ziemi 19 marca 2008, z odległości 7,5 miliarda lat świetlnych |
| 5,95              | minimalna jasność Urana |
| 6,49              | maksymalna jasność asteroidy Pallas |
| 6,50              | przybliżona jasność gwiazd widocznych gołym okiem "przeciętnego obserwatora" w bardzo dobrych warunkach. Na niebie widocznych jest ok. 9500 obiektów jaśniejszych niż 6,5 mag. |
| od 6,6 do 7       | najsłabsze obiekty, widzialne gołym okiem na niebie wiejskim |
| 6,64              | maksymalna jasność planety karłowatej Ceres, krążącej w pasie planetoid |
| 6,75              | maksymalna jasność asteroidy Iris |
| 6,90              | galaktyka spiralna M81, będąca ekstremalnym testem „gołego oka”. Widziana na niebie najwyższej klasy w Skali Bortle’a, obserwacja tego obiektu jest najwyższą próbą wzroku człowieka. |
| od 7 do 8         | ekstremalny limit "gołego oka". Klasa 1 w Skali Bortle’a, czyli najciemniejsze obiekty nieba, jakie można oglądać z Ziemi |
| 7,78              | maksymalna jasność Neptuna |
| 8,02              | minimalna jasność Neptuna |
| 8,28              | maksymalna jasność Tytana, największego księżyca Saturna, średnia jasność wynosi 8,4 |
| 8,65              | jasność Syriusza B |
| 8,94              | maksymalna jasność asteroidy (10) Hygiea |
| 9,50              | najsłabsze obiekty widoczne przy użyciu powszechnej lornetki 7x50 w warunkach nieba podmiejskiego |
| 10,20             | maksymalna jasność Japeta, księżyca Saturna (średnia jasność: 11 mag) |
| 11,13             | jasność Proximy Centauri, najbliższej gwiazdy |
| 12,91             | najjaśniejszy kwazar 3C 273 (Odległość jasnościowa rzędu 2,4 miliarda lat świetlnych) |
| 13,47             | maksymalna jasność Trytona |
| 13,65             | maksymalna jasność Plutona (725 razy słabszy niż jasność 6,5 mag – średni limit jasności widzialnej gołym okiem) |
| 13,90             | jasność Tytanii, największego księżyca Urana |
| 14,70             | jasność galaktyki IC 1101, największej znanej galaktyki pod względem rozmiarów |
| 15,20             | średni limit jasności obiektów dostrzegalnych za pomocą teleskopu o średnicy 30 cm |
| 15,40             | maksymalna jasność Chirona, należącego do planetoid z grupy centaurów |
| 16,80             | maksymalna jasność Charona, księżyca Plutona (średnia jasność: 17,24 mag) |
| 16,80             | jasność planety karłowatej Makemake, będącej w opozycji |
| 17,27             | jasność planety karłowatej Haumea, będącej w opozycji |
| 18,70             | jasność planety karłowatej Eris, będącej w opozycji |
| 20,70             | Callirrhoe, księżyc Jowisza o średnicy ok. 8 km |
| 22,00             | średni limit jasności obiektów widzianych za pomocą 24-calowego teleskopu Ritcheya–Chrétiena |
| 22,80             | jasność układu podwójnego Luhman 16; są to najbliższe brązowe karły (pojedyncze jasności składników: Luhman 16A = 23,25, Luhman 16B = 24,07) |
| 22,91             | maksymalna jasność Hydry, księżyca Plutona |
| 23,10             | jasność Dysnomii, księżyca planety karłowatej Eris |
| 23,38             | maksymalna jasność Nixa, księżyca Plutona |
| 24,80             | najsłabszy obiekt uwieczniony na amatorskim zdjęciu: kwazar CFHQS J1641 +3755 |
| 25,00             | Fenrir, księżyc Saturna (średnica: ok. 4 km) |
| 25,10             | S/2015 (136472) 1, księżyc planety karłowatej Makemake (średnica: ok. 175 km) |
| 25,30             | Obiekt transneptunowy 2018 AG37 widziany z Ziemi; Jest to najdalszy znany obserwowalny obiekt w Układzie Słonecznym, w odległości około 132 AU (19,7 miliarda km) od Słońca |
| 26,00             | najsłabsze obiekty widoczne w świetle widzialnym przez Teleskopy Kecka (o średnicy 10 metrów) |
| 26,20             | Obiekt transneptunowy 2015 TH367 widziany z Ziemi; Ma ok. 200 km srednicy i jest oddalony o około 90 AU (13 miliardów km) od Słońca; jego jasność jest ok. 75 milionów razy mniejsza od najsłabszych obiektów obserwowalnych gołym okiem (por. jasność o wartości 6,5 mag.)                                     |
| 27,70             | Najsłabsze obiekty obserwowalne za pomocą pojedynczego naziemnego teleskopu klasy 8 metrów, takiego jak Teleskop Subaru, przy czasie ekspozycji 10 godzin |
| 28,00             | jasność Jowisza, gdyby znajdował się w odległości 5000 au od Słońca |
| 28,20             | Kometa Halleya w 2003 roku, gdy była w odległości 28 au od Słońca |
| 28,40             | asteroida 2003 BH91 widziana z orbity okołoziemskiej. Jest to ok. 15-kilometrowy obiekt z Pasa Kuipera odkryty przez HST w 2003 roku; jest to zarazem najsłabsza znana bezpośrednio obserwowana asteroida. |
| 29,00             | najsłabszy obiekt odkryty przy użyciu VLT |
| 29,4              | Galaktyka JADES-GS-z13-0, odkryta przez Kosmiczny Teleskop Jamesa Webba. Jeden z najdalszych odkrytych obiektów |
| 31,50             | najsłabsze obiekty obserwowane w świetle widzialnym za pomocą Teleskopu Hubble’a |
| +34               | Najsłabsze obiekty obserwowalne w świetle widzialnym za pomocą Kosmicznego Teleskopu Jamesa Webba |
| 35,00             | szacowana jasność nienazwanej asteroidy widzianej z orbity okołoziemskiej. Jest ona najciemniejszą znaną asteroidą, obiektem z Pasa Kuipera o średnicy 950 metrów. Odkryta przez Teleskop Hubble'a w 2009 roku (w wyniku jej przejścia na tle gwiazdy.)                                                         |
| 35,00             | szacowana jasność LBV 1806-20 w świetle widzialnym z uwzględnieniem Ekstynkcji międzygwiazdowej; obiekt ten jest niebieską gwiazdą zmienną i zarazem najjaśniejszą znaną gwiazdą |
| 36,00             | szacowany limit jasności obiektów, które będzie można obserwować za pomocą planowanego teleskopu E-ELT |
|                   | |